# Système général harmonisé de classification et d'étiquetage des produits chimiques
Pour les articles homonymes, voir SGH et GHS.

Pictogramme de danger international, avec « symbole de danger » pour l'environnement.

Le système général harmonisé de classification et d'étiquetage des produits chimiques (abrégé « système général harmonisé », SGH ; en anglais : Globally Harmonised System of Classification and Labelling of Chemicals, GHS) est un système international d'étiquetage des matières dangereuses (avec indications tactiles de danger pouvant être lues par des personnes non-voyantes le cas échéant). Basé sur une nomenclature associée à des numéros, des pictogrammes et mentions de danger, il unifie les anciens systèmes nationaux, unification rendue indispensable par la mondialisation du transport et du commerce des produits chimiques dangereux et par une utilisation croissante de certains de ces produits.
Son développement a commencé au Sommet de la Terre de Rio en 1992, lorsque l'OIT, l'OCDE et différents gouvernements et parties prenantes se sont réunis à l'ONU. Dans l'Union européenne, il remplace le précédent étiquetage européen par le règlement CLP.

## Généralités

Pictogramme orange portant le symbole « explosif » (E) de l'ancien système européen de signalisation.

Le système général harmonisé comprend un ensemble de pictogrammes de danger qui remplace les anciens pictogrammes de danger européens qui apparaissaient sous forme de schéma noir sur carré orange-jaune dotés de symboles familiers (système issu de la directive sur les substances dangereuses 67/548/CEE datant de 1967) et leurs équivalents américains. Les symboles sont similaires aux symboles européens, avec des exceptions, mais les symboles sont en forme de losange, ont une limite rouge, et le pictogramme est noir sur fond blanc.
Un nouveau pictogramme de danger qui représente une masse blanche avec un buste a été introduite. Elle est utilisée pour les mutagènes, cancérigènes, les reprotoxiques et les substances qui ont une échelle de toxicité. Ces dangers insidieux sont maintenant séparés des toxicités aiguës. Aussi, les produits chimiques nocifs et irritants sont marqués avec un point d'exclamation, qui remplace le sautoir européen. La définition de « corrosif » inclut également les produits corrosifs pour les métaux.
Pour chaque catégorie de danger est associé un pictogramme, une mention d'avertissement, une mention de danger décrivant le danger et des conseils de prudence.
Dans ce système le glossaire de l'AEPC a défini l'étiquette comme « groupe approprié d’éléments d’information écrits, imprimés ou graphiques concernant une substance ou un mélange dangereux, choisis comme étant pertinents pour le ou les secteurs cibles, qui est apposé, imprimé sur, ou attaché à l’emballage intérieur d’une substance ou d’un mélange dangereux, ou à l’emballage extérieur d’une substance ou d’un mélange dangereux » (définition inspirée de la section 1.2 du SGH des Nations-Unies)

## Calendrier d'application
- 2003 : adoption de la première version des recommandations SGH par le Conseil économique et social des Nations unies.
- 2005 : publication de la première édition révisée du SGH (devant être révisé tous les deux ans). 
Il complémentera la réglementation REACH sur l'enregistrement, l'évaluation et l'autorisation des produits chimiques (CE no 1907/2006).
- 2009 : entrée en application du SGH en Europe en deux phases :
  - première phase (de trois ans) à l'issue de laquelle le nouveau système d’étiquetage sera obligatoire pour les substances ;
  - seconde phase (de quatre ou cinq ans) à l'issue de laquelle le nouveau système sera étendu aux préparations et mélanges.

Nota : le règlement CLP relatif à la classification, l'étiquetage et l'emballage qui permet de transposer le système général harmonisé (SGH) au niveau européen, en supplétif des directives 67/548/CEE et 1999/45/CE, est paru au Journal officiel de l'Union européenne le 31 décembre 2008 (CE no 1272/2008). À ce titre, le règlement est entré en vigueur dans tous les pays de l'Union européenne vingt jours après la publication, à savoir le 20 janvier 2009. Il complémente la réglementation REACh.
- 2016 : application complète du règlement CLP, remplaçant définitivement les directives 67/548/CEE et 1999/45/CE.

## Catégories
Le système général harmonisé répartit les produits en « classes de danger » (nature du danger) : 

Il peut s'agir d'un danger physique, un danger pour la santé ou pour l'environnement.

Chaque classe de danger peut être elle-même divisée en « catégories de danger » de la catégorie 1, la plus dangereuse, à la catégorie 4, la moins dangereuse.
Il existe vingt-huit classes de danger :
- seize classes de danger physique : matières et objets explosifs, gaz inflammables, aérosols inflammables, gaz comburants, gaz sous pression, liquides inflammables, matières solides inflammables, matières auto-réactives, liquides pyrophoriques, matières solides pyrophoriques, matières auto-échauffantes, matières qui au contact de l'eau dégagent des gaz inflammables, liquides comburants, matières solides comburantes, peroxydes organiques, matières corrosives pour les métaux ;
- dix classes de danger pour la santé : toxicité aigüe, corrosion cutanée, lésions oculaires graves, sensibilisation respiratoire, mutagène, cancérigène, toxicité pour la reproduction, toxicité particulière touchant certains organes précis (exposition unique), toxicité particulière touchant certains organes précis (expositions répétées), danger par aspiration ;
- deux classes de danger pour l'environnement : danger pour le milieu aquatique (deux sous-classes : toxicité aiguë et toxicité chronique), danger pour la couche d'ozone.

## Pictogrammes de dangers
C'est une composition graphique comprenant un symbole et des éléments graphiques (bordures, motif d’arrière-plan, couleur). Elle est destinée à communiquer des renseignements spécifiques sur le danger en question :  
- Dangers physiques (SGH01 à SGH05) ;
- dangers pour la santé (SGH05 à SGH08) ;
- dangers pour l'environnement (SGH09) ;

...repris par la réglementation européenne CLP.
| Code  | Pictogramme de danger | Mention de danger                                  | Remarques |
| ----- | --------------------- | -------------------------------------------------- | --- |
| SGH01 | SGH01                 | Explosif                                           | Rend SGH02 et SGH03 facultatifs |
| SGH02 | SGH02                 | Inflammable                                        | |
| SGH03 | SGH03                 | Comburant                                          | |
| SGH04 | SGH04                 | Gaz sous pression                                  | |
| SGH05 | SGH05                 | Corrosif                                           | Rend SGH07 (pour signaler les dangers d'irritation cutanée ou oculaire) facultatif                                                                                              |
| SGH06 | SGH06                 | Toxique                                            | Rend SGH07 facultatif |
| SGH07 | SGH07                 | Toxique, irritant, sensibilisant, narcotique.      | |
| SGH08 | SGH08                 | Sensibilisant, cancérogène, mutagène, reprotoxique | Si présent pour signaler un danger de sensibilisation respiratoire rend SGH07 (pour signaler un danger de sensibilisation cutanée, d’irritation cutanée ou oculaire) facultatif |
| SGH09 | SGH09                 | Danger pour l'environnement                        | |

## Mentions d'avertissement
L'étiquette du produit chimique doit être munie d'une mention de danger associée aux classifications de danger de la substance ou du mélange. Elle attire l'attention de l'utilisateur. Cette mention, unique, peut être :
- « Danger » pour les catégories les plus dangereuses ;
- « Attention » pour les catégories les moins dangereuses.

## Mentions de danger
L'abréviation « H » vient de l'anglais hazard (danger).
C'est une courte « phrase qui, attribuée à une classe de danger et à une catégorie de danger, décrit la nature du danger que constitue une substance ou un mélange dangereux et, lorsqu’il y a lieu, le degré de ce danger » (glossaire ECHA (2018)  ; Chaque mention reprend pour l'essentiel la phrases de risque correspondante.
| H200           | Explosif instable |
| H201           | Explosif : danger d'explosion en masse |
| H202           | Explosif : danger sérieux de projection |
| H203           | Explosif : danger d'incendie, d'effet de souffle ou de projection |
| H204           | Danger d'incendie ou de projection |
| H205           | Danger d'explosion en masse en cas d'incendie |
| H206           | Danger d'incendie, d'effet de souffle ou de projection; risque accru d'explosion si la quantité d'agent désensibilisateur est réduite. |
| H207           | Danger d'incendie ou de projection; risque accru d'explosion si la quantité d'agent désensibilisateur est réduite. |
| H208           | Danger d'incendie; risque accru d'explosion si la quantité d'agent désensibilisateur est réduite. |
| H220           | Gaz extrêmement inflammable |
| H221           | Gaz inflammable |
| H222           | Aérosol extrêmement inflammable |
| H223           | Aérosol inflammable |
| H224           | Liquide et vapeurs extrêmement inflammables |
| H225           | Liquide et vapeurs très inflammables |
| H226           | Liquide et vapeurs inflammables |
| H227           | Liquide combustible |
| H228           | Matière solide inflammable |
| H229           | Récipient sous pression : peut éclater sous l'effet de la chaleur. |
| H230           | Peut exploser même en l'absence d'air. |
| H231           | Peut exploser même en l'absence d'air à une pression et/ou une température élevée(s). |
| H232           | Peut s'enflammer spontanément au contact de l'air |
| H240           | Peut exploser en cas d'échauffement |
| H241           | Peut s'enflammer ou exploser en cas d'échauffement |
| H242           | Peut s'enflammer en cas d'échauffement |
| H250           | S'enflamme spontanément au contact de l'air |
| H251           | Matière auto-échauffante ; peut s'enflammer |
| H252           | Matière auto-échauffante en grandes quantités ; peut s'enflammer |
| H260           | Dégage, au contact de l'eau, des gaz inflammables qui peuvent s'enflammer spontanément |
| H261           | Dégage, au contact de l'eau, des gaz inflammables |
| H270           | Peut provoquer ou aggraver un incendie ; comburant |
| H271           | Peut provoquer un incendie ou une explosion ; comburant puissant |
| H272           | Peut aggraver un incendie ; comburant |
| H280           | Contient un gaz sous pression ; peut exploser sous l'effet de la chaleur |
| H281           | Contient un gaz réfrigéré ; peut causer des brûlures ou blessures cryogéniques |
| H290           | Peut être corrosif pour les métaux |
| H300           | Mortel en cas d'ingestion |
| H301           | Toxique en cas d'ingestion |
| H302           | Nocif en cas d'ingestion |
| H304           | Peut être mortel en cas d'ingestion et de pénétration dans les voies respiratoires |
| H310           | Mortel par contact cutané |
| H311           | Toxique par contact cutané |
| H312           | Nocif par contact cutané |
| H314           | Provoque de graves brûlures de la peau et de graves lésions des yeux. |
| H315           | Provoque une irritation cutanée |
| H317           | Peut provoquer une allergie cutanée |
| H318           | Provoque de graves lésions des yeux. |
| H319           | Provoque une sévère irritation des yeux |
| H330           | Mortel par inhalation |
| H331           | Toxique par inhalation |
| H332           | Nocif par inhalation |
| H334           | Peut provoquer des symptômes allergiques ou d'asthme ou des difficultés respiratoires par inhalation |
| H335           | Peut irriter les voies respiratoires |
| H336           | Peut provoquer somnolence ou vertiges |
| H340           | Peut induire des anomalies génétiques (indiquer la voie d'exposition s'il est formellement prouvé qu'aucune autre voie d'exposition ne conduit au même danger) |
| H341           | Susceptible d'induire des anomalies génétiques (indiquer la voie d'exposition s'il est formellement prouvé qu'aucune autre voie d'exposition ne conduit au même danger) |
| H350           | Peut provoquer le cancer (indiquer la voie d'exposition s'il est formellement prouvé qu'aucune autre voie d'exposition ne conduit au même danger) |
| H350i          | Peut provoquer le cancer par inhalation. |
| H351           | Susceptible de provoquer le cancer (indiquer la voie d'exposition s'il est formellement prouvé qu'aucune autre voie d'exposition ne conduit au même danger) |
| H360           | Peut nuire à la Fertilité ou au fœtus (indiquer l'effet s'il est connu) (indiquer la voie d'exposition s'il est formellement prouvé qu'aucune autre voie d'exposition ne conduit au même danger)                                                                                                 |
| H360D          | Peut nuire au fœtus. |
| H360Df         | Peut nuire au fœtus. Susceptible de nuire à la Fertilité. |
| H360F          | Peut nuire à la Fertilité. |
| H360Fd         | Peut nuire à la Fertilité. Susceptible de nuire au fœtus. |
| H360FD         | Peut nuire à la Fertilité. Peut nuire au fœtus. |
| H361           | Susceptible de nuire à la Fertilité ou au fœtus (indiquer l'effet s'il est connu) (indiquer la voie d'exposition s'il est formellement prouvé qu'aucune autre voie d'exposition ne conduit au même danger)                                                                                       |
| H361d          | Susceptible de nuire au fœtus. |
| H361f          | Susceptible de nuire à la Fertilité. |
| H361fd         | Susceptible de nuire à la Fertilité. Susceptible de nuire au fœtus. |
| H362           | Peut être nocif pour les bébés nourris au lait maternel |
| H370           | Risque avéré d'effets graves pour les organes (ou indiquer tous les organes affectés, s'ils sont connus) (indiquer la voie d'exposition s'il est formellement prouvé qu'aucune autre voie d'exposition ne conduit au même danger)                                                                |
| H371           | Risque présumé d'effets graves pour les organes (ou indiquer tous les organes affectés, s'ils sont connus) (indiquer la voie d'exposition s'il est formellement prouvé qu'aucune autre voie d'exposition ne conduit au même danger)                                                              |
| H372           | Risque avéré d'effets graves pour les organes (indiquer tous les organes affectés, s'ils sont connus) à la suite d'expositions répétées ou d'une exposition prolongée (indiquer la voie d'exposition s'il est formellement prouvé qu'aucune autre voie d'exposition ne conduit au même danger)   |
| H373           | Risque présumé d'effets graves pour les organes (indiquer tous les organes affectés, s'ils sont connus) à la suite d'expositions répétées ou d'une exposition prolongée (indiquer la voie d'exposition s'il est formellement prouvé qu'aucune autre voie d'exposition ne conduit au même danger) |
| H300+H310      | Mortel par ingestion ou par contact cutané |
| H300+H330      | Mortel par ingestion ou par inhalation |
| H310+H330      | Mortel par contact cutané ou par inhalation |
| H300+H310+H330 | Mortel par ingestion, par contact cutané ou par inhalation |
| H301+H311      | Toxique par ingestion ou par contact cutané |
| H301+H331      | Toxique par ingestion ou par inhalation |
| H311+H331      | Toxique par contact cutané ou par inhalation |
| H301+H311+H331 | Toxique par ingestion, par contact cutané ou par inhalation |
| H302+H312      | Nocif par ingestion ou par contact cutané |
| H302+H332      | Nocif par ingestion ou par inhalation |
| H312+H332      | Nocif par contact cutané ou par inhalation |
| H302+H312+H332 | Nocif par ingestion, par contact cutané et par inhalation |
| H400           | Très toxique pour les organismes aquatiques |
| H403           | Nocif pour les organismes aquatiques |
| H410           | Très toxique pour les organismes aquatiques, entraîne des effets à long terme |
| H411           | Toxique pour les organismes aquatiques, entraîne des effets à long terme |
| H412           | Nocif pour les organismes aquatiques, entraîne des effets à long terme |
| H413           | Peut entraîner des effets néfastes à long terme pour les organismes aquatiques |
| H420           | Nuit à la santé publique et à l’environnement en détruisant l’ozone dans la haute atmosphère |

## Informations additionnelles
| EUH001  | Explosif à l'état sec |
| EUH006  | Danger d'explosion en contact ou sans contact avec l'air |
| EUH014  | Réagit violemment au contact de l'eau |
| EUH018  | Lors de l'utilisation, formation possible de mélange vapeur-air inflammable/explosif                                                                                                |
| EUH019  | Peut former des peroxydes explosifs |
| EUH029  | Au contact de l'eau, dégage des gaz toxiques |
| EUH031  | Au contact d'un acide, dégage un gaz toxique |
| EUH032  | Au contact d'un acide, dégage un gaz très toxique |
| EUH044  | Risque d'explosion si chauffé en ambiance confinée |
| EUH059  | Dangereux pour la couche d'ozone |
| EUH066  | L'exposition répétée peut provoquer dessèchement ou gerçures de la peau |
| EUH070  | Toxiques par contact oculaire |
| EUH071  | Corrosif pour les voies respiratoires |
| EUH201  | Contient du plomb. Ne pas utiliser sur les objets susceptibles d'être mâchés ou sucés par des enfants.                                                                              |
| EUH201A | Attention ! Contient du plomb |
| EUH202  | Cyanoacrylate. Danger. Colle à la peau et aux yeux en quelques secondes. À conserver hors de portée des enfants.                                                                    |
| EUH203  | Contient du chrome (VI). Peut déclencher une réaction allergique. |
| EUH204  | Contient des isocyanates. Peut produire une réaction allergique. |
| EUH205  | Contient des composés époxydiques. Peut produire une réaction allergique. |
| EUH206  | Attention ! Ne pas utiliser en combinaison avec d'autres produits. Peut libérer des gaz dangereux (chlore).                                                                         |
| EUH207  | Attention ! Contient du cadmium. Des fumées dangereuses se développent pendant l'utilisation. Voir les informations fournies par le fabricant. Respecter les consignes de sécurité. |
| EUH208  | Contient du (de la) (nom de la substance sensibilisante). Peut produire une réaction allergique.                                                                                    |
| EUH209  | Peut devenir facilement inflammable en cours d'utilisation |
| EUH209A | Peut devenir inflammable en cours d'utilisation |
| EUH210  | Fiche de données de sécurité disponible sur demande |
| EUH401  | Respecter les instructions d'utilisation afin d'éviter les risques pour la santé humaine et l'environnement.                                                                        |

## Conseils de prudence généraux
| P101           | En cas de consultation d’un médecin, garder à disposition le récipient ou l’étiquette. |
| P102           | Tenir hors de portée des enfants. |
| P103           | Lire attentivement et bien respecter toutes les instructions. |
| P201           | Se procurer les instructions avant utilisation. |
| P202           | Ne pas manipuler avant d’avoir lu et compris toutes les précautions de sécurité. |
| P210           | Tenir à l’écart de la chaleur, des surfaces chaudes, des étincelles, des flammes nues et de toute autre source d’inflammation. Ne pas fumer.                                                                          |
| P211           | Ne pas vaporiser sur une flamme nue ou sur toute autre source d’ignition. |
| P212           | Éviter d’échauffer en milieu confiné ou en cas de diminution de la quantité d’agent désensibilisateur. |
| P220           | Tenir/stocker à l’écart des vêtements/…/matières combustibles |
| P221           | Prendre toutes précautions pour éviter de mélanger avec des matières combustibles… |
| P222           | Ne pas laisser au contact de l’air. |
| P223           | Éviter tout contact avec l’eau, à cause du risque de réaction violente et d’inflammation spontanée. |
| P230           | Maintenir humidifié avec … |
| P231           | Manipuler sous gaz inerte. |
| P232           | Protéger de l’humidité. |
| P233           | Maintenir le récipient fermé de manière étanche. |
| P234           | Conserver uniquement dans le récipient d’origine. |
| P235           | Tenir au frais. |
| P240           | Mise à la terre/liaison équipotentielle du récipient et du matériel de réception. |
| P241           | Utiliser du matériel électrique/de ventilation/d’éclairage/…/antidéflagrant. |
| P242           | Ne pas utiliser d'outils produisant des étincelles. |
| P243           | Prendre des mesures de précaution contre les décharges électrostatiques. |
| P244           | S’assurer de l’absence de graisse ou d’huile sur les soupapes de réduction. |
| P250           | Éviter les abrasions/les chocs/…/les frottements. |
| P251           | Récipient sous pression : ne pas perforer, ni brûler, même après usage. |
| P260           | Ne pas respirer les poussières/fumées/gaz/brouillards/vapeurs/aérosols. |
| P261           | Éviter de respirer les poussières/fumées/gaz/brouillards/vapeurs/aérosols. |
| P262           | Éviter tout contact avec les yeux, la peau ou les vêtements. |
| P263           | Éviter tout contact avec la substance au cours de la grossesse/pendant l’allaitement. |
| P264           | Se laver … soigneusement après manipulation. |
| P270           | Ne pas manger, boire ou fumer en manipulant ce produit. |
| P271           | Utiliser seulement en plein air ou dans un endroit bien ventilé. |
| P272           | Les vêtements de travail contaminés ne devraient pas sortir du lieu de travail. |
| P273           | Éviter le rejet dans l’environnement. |
| P280           | Porter des gants de protection/des vêtements de protection/un équipement de protection des yeux/du visage/une protection auditive/ …                                                                                  |
| P281           | Utiliser l’équipement de protection individuel requis. |
| P282           | Porter des gants isolants contre le froid/un équipement de protection du visage/des yeux. |
| P283           | Porter des vêtements résistant au feu/aux flammes/ignifuges. |
| P284           | Porter un équipement de protection respiratoire. |
| P285           | Lorsque la ventilation du local est insuffisante, porter un équipement de protection respiratoire. |
| P231+P232      | Manipuler sous gaz inerte. Protéger de l’humidité. |
| P235+P410      | Tenir au frais. Protéger du rayonnement solaire. |
| P301           | EN CAS D’INGESTION : |
| P302           | EN CAS DE CONTACT AVEC LA PEAU : |
| P303           | EN CAS DE CONTACT AVEC LA PEAU (ou les cheveux) : |
| P304           | EN CAS D'INHALATION : |
| P305           | EN CAS DE CONTACT AVEC LES YEUX : |
| P306           | EN CAS DE CONTACT AVEC LES VÊTEMENTS : |
| P307           | En cas d’exposition : |
| P308           | En cas d’exposition prouvée ou suspectée : |
| P309           | En cas d’exposition ou d'un malaise : |
| P310           | Appeler immédiatement un centre antipoison ou un médecin. |
| P311           | Appeler un centre antipoison ou un médecin. |
| P312           | Appeler un centre antipoison ou un médecin en cas de malaise. |
| P313           | Consulter un médecin. |
| P314           | Consulter un médecin en cas de malaise. |
| P315           | Consulter immédiatement un médecin. |
| P320           | Un traitement spécifique est urgent (voir … sur cette étiquette). |
| P321           | Traitement spécifique (voir … sur cette étiquette). |
| P322           | Mesures spécifiques (voir … sur cette étiquette). |
| P330           | Rincer la bouche. |
| P331           | NE PAS faire vomir. |
| P332           | En cas d’irritation cutanée : |
| P333           | En cas d’irritation ou d’éruption cutanée : |
| P334           | Rincer à l’eau fraîche/poser une compresse humide. |
| P335           | Enlever avec précaution les particules déposées sur la peau. |
| P336           | Dégeler les parties gelées avec de l’eau tiède. Ne pas frotter les zones touchées. |
| P337           | Si l’irritation oculaire persiste : |
| P338           | Enlever les lentilles de contact si la victime en porte et si elles peuvent être facilement enlevées. Continuer à rincer.                                                                                             |
| P340           | Transporter la victime à l'extérieur et la maintenir au repos dans une position où elle peut confortablement respirer.                                                                                                |
| P341           | S'il y a difficulté à respirer, transporter la victime à l'extérieur et la maintenir au repos dans une position où elle peut confortablement respirer.                                                                |
| P342           | En cas de symptômes respiratoires : |
| P350           | Laver avec précaution et abondamment à l’eau et au savon. |
| P351           | Rincer avec précaution à l’eau pendant plusieurs minutes. |
| P352           | Laver abondamment à l’eau et au savon. |
| P353           | Rincer la peau à l’eau/se doucher. |
| P360           | Rincer immédiatement et abondamment avec de l’eau les vêtements contaminés et la peau avant de les enlever. |
| P361           | Enlever immédiatement les vêtements contaminés. |
| P362           | Enlever les vêtements contaminés et les laver avant réutilisation |
| P363           | Laver les vêtements contaminés avant réutilisation. |
| P370           | En cas d’incendie : |
| P371           | En cas d’incendie important et s’il s’agit de grandes quantités : |
| P372           | Risque d’explosion en cas d’incendie. |
| P373           | NE PAS combattre l’incendie lorsque le feu atteint les explosifs. |
| P374           | Combattre l’incendie à distance en prenant les précautions normales. |
| P375           | Combattre l’incendie à distance à cause du risque d’explosion. |
| P376           | Obturer la fuite si cela peut se faire sans danger. |
| P377           | Fuite de gaz enflammé : ne pas éteindre si la fuite ne peut pas être arrêtée sans danger. |
| P378           | Utiliser … pour l’extinction. |
| P380           | Évacuer la zone. |
| P381           | Éliminer toutes les sources d’ignition si cela est faisable sans danger. |
| P390           | Absorber toute substance répandue pour éviter qu’elle attaque les matériaux environnants. |
| P391           | Recueillir le produit répandu. |
| P301+P310      | EN CAS D’INGESTION : appeler immédiatement un centre antipoison ou un médecin. |
| P301+P312      | EN CAS D’INGESTION : appeler un centre antipoison ou un médecin en cas de malaise. |
| P301+P330+P331 | EN CAS D’INGESTION : Rincer la bouche. NE PAS faire vomir. |
| P302+P334      | EN CAS DE CONTACT AVEC LA PEAU : rincer à l’eau fraîche/poser une compresse humide. |
| P302+P350      | EN CAS DE CONTACT AVEC LA PEAU : Laver avec précaution et abondamment à l’eau et au savon. |
| P302+P352      | EN CAS DE CONTACT AVEC LA PEAU : Laver abondamment à l’eau et au savon. |
| P303+P361+P353 | EN CAS DE CONTACT AVEC LA PEAU (ou les cheveux) : enlever immédiatement les vêtements contaminés. Rincer la peau à l’eau/se doucher.                                                                                  |
| P304+P340      | EN CAS D'INHALATION : transporter la victime à l’extérieur et la maintenir au repos dans une position où elle peut confortablement respirer.                                                                          |
| P304+P341      | EN CAS D'INHALATION : s'il y a difficulté à respirer, transporter la victime à l'extérieur et la maintenir au repos dans une position où elle peut confortablement respirer.                                          |
| P305+P351+P338 | EN CAS DE CONTACT AVEC LES YEUX : Rincer avec précaution à l’eau pendant plusieurs minutes. Enlever les lentilles de contact si la victime en porte et si elles peuvent être facilement enlevées. Continuer à rincer. |
| P306+P360      | EN CAS DE CONTACT AVEC LES VÊTEMENTS : rincer immédiatement et abondamment avec de l’eau les vêtements contaminés et la peau avant de les enlever.                                                                    |
| P307+P311      | En cas d’exposition : appeler un centre antipoison ou un médecin. |
| P308+P313      | En cas d’exposition prouvée ou suspectée : consulter un médecin. |
| P309+P311      | En cas d’exposition ou de malaise : appeler un centre antipoison ou un médecin. |
| P332+P313      | En cas d’irritation cutanée : consulter un médecin. |
| P333+P313      | En cas d’irritation ou d'éruption cutanée : consulter un médecin. |
| P335+P334      | Enlever avec précaution les particules déposées sur la peau. Rincer à l’eau fraîche/poser une compresse humide. |
| P337+P313      | Si l’irritation oculaire persiste : consulter un médecin. |
| P342+P311      | En cas de symptômes respiratoires : appeler un centre antipoison ou un médecin. |
| P370+P376      | En cas d’incendie : obturer la fuite si cela peut se faire sans danger. |
| P370+P378      | En cas d’incendie : utiliser … pour l’extinction. |
| P370+P380      | En cas d’incendie : évacuer la zone. |
| P370+P380+P375 | En cas d’incendie : évacuer la zone. Combattre l’incendie à distance à cause du risque d’explosion. |
| P371+P380+P375 | En cas d’incendie important et s’il s’agit de grandes quantités : évacuer la zone. Combattre l’incendie à distance à cause du risque d’explosion.                                                                     |
| P401           | Stocker … |
| P402           | Stocker dans un endroit sec. |
| P403           | Stocker dans un endroit bien ventilé. |
| P404           | Stocker dans un récipient fermé. |
| P405           | Garder sous clef. |
| P406           | Stocker dans un récipient résistant à la corrosion/récipient en … avec doublure intérieure résistant à la corrosion.                                                                                                  |
| P407           | Maintenir un intervalle d’air entre les piles/palettes. |
| P410           | Protéger du rayonnement solaire. |
| P411           | Stocker à une température ne dépassant pas … °C/… °F. |
| P412           | Ne pas exposer à une température supérieure à 50 °C/122 °F. |
| P413           | Stocker les quantités en vrac de plus de … kg/… lb à une température ne dépassant pas … °C/… °F. |
| P420           | Stocker à l’écart des autres matières. |
| P422           | Stocker le contenu sous … |
| P402+P404      | Stocker dans un endroit sec. Stocker dans un récipient fermé. |
| P403+P233      | Stocker dans un endroit bien ventilé. Maintenir le récipient fermé de manière étanche. |
| P403+P235      | Stocker dans un endroit bien ventilé. Tenir au frais. |
| P410+P403      | Protéger du rayonnement solaire. Stocker dans un endroit bien ventilé. |
| P410+P412      | Protéger du rayonnement solaire. Ne pas exposer à une température supérieure à 50 °C/122 °F. |
| P411+P235      | Stocker à une température ne dépassant pas … °C/… °F. Tenir au frais. |
| P501           | Éliminer le contenu/récipient dans … |
| P502           | Consulter le fabricant ou le fournisseur pour des informations relatives à la récupération ou au recyclage. |
| P503           | Consulter le fabricant/fournisseur pour des informations relatives à l’élimination/à la récupération/au recyclage. |

## Équivalences pictogrammes/mentions de danger
Le tableau suivant se réfère à la règlementation de classification conforme à l'article CE no 1272/2008, dit CLP, du 31 décembre 2008 et à l'article CE no 2019/521 du 27 mars 2019.
| CLASSIFICATION | CLASSIFICATION                                                       | CLASSIFICATION                    | ÉTIQUETAGE    | ÉTIQUETAGE    | ÉTIQUETAGE                                              | ÉTIQUETAGE |
| --- | -------------------------------------------------------------------- | --------------------------------- | ------------- | ------------- | ------------------------------------------------------- | --- |
| Explosifs | Explosif Instable                                                    | Unst. Expl.                       | SGH01         | Danger        | H200                                                    | Explosif Instable |
| Explosifs | Division 1.1                                                         | Expl. 1.1                         | SGH01         | Danger        | H201                                                    | Explosif : danger d'explosion en masse |
| Explosifs | Division 1.2                                                         | Expl 1.2                          | SGH01         | Danger        | H202                                                    | Explosif : danger sérieux de projection |
| Explosifs | Division 1.3                                                         | Expl 1.3                          | SGH01         | Danger        | H203                                                    | Explosif : danger d'incendie, d'effet de souffle ou de projection |
| Explosifs | Division 1.4                                                         | Expl 1.4                          | SGH01         | Avertissement | H204                                                    | Danger d'incendie ou de projection |
| Explosifs | Division 1.5                                                         | Expl 1.5                          | -             | Danger        | H205                                                    | Danger d'explosion en masse en cas d'incendie |
| Explosifs | Division 1.6                                                         | Expl 1.6                          | -             | -             | -                                                       | - |
| Explosibles désensibilisés | Catégorie 1                                                          | Category 1                        | SGH01 SGH02   | Danger        | H206                                                    | Danger d'incendie, d'effet de souffle ou de projection; risque accru d'explosion si la quantité d'agent désensibilisateur est réduite |
| Explosibles désensibilisés | Catégorie 2                                                          | Category 2                        | SGH01 SGH02   | Danger        | H207                                                    | Danger d'incendie ou de projection; risque accru d'explosion si la quantité d'agent désensibilisateur est réduite |
| Explosibles désensibilisés | Catégorie 3                                                          | Category 3                        | SGH01 SGH02   | Avertissement | H207                                                    | Danger d'incendie ou de projection; risque accru d'explosion si la quantité d'agent désensibilisateur est réduite |
| Explosibles désensibilisés | Catégorie 4                                                          | Category 4                        | SGH01 SGH02   | Avertissement | H208                                                    | Danger d'incendie; risque accru d'explosion si la quantité d'agent désensibilisateur est réduite |
| Gaz inflammables | Catégorie 1A Gaz inflammables                                        | Cat. 1A Flammable gas             | SGH01 SGH02   | Danger        | H220                                                    | Gaz extrêmement inflammable |
| Gaz inflammables | Catégorie 1A Gaz pyrophorique                                        | Cat. 1A Pyrophoric gas            | SGH01 SGH02   | Danger        | H220 H232                                               | Gaz extrêmement inflammable Peut s'enflammer spontanément au contact de l'air |
| Gaz inflammables | Catégorie 1A Gaz chimiquement instables A                            | Cat. 1A Chemically unstable gas A | SGH01 SGH02   | Danger        | H220 H230                                               | Gaz extrêmement inflammable Peut exploser même en l'absence d'air |
| Gaz inflammables | Catégorie 1A Gaz chimiquement instables B                            | Cat. 1A Chemically unstable gas B | SGH01 SGH02   | Danger        | H220 H231                                               | Gaz extrêmement inflammable Peut exploser même en l'absence d'air à une pression ou à une température élevée |
| Gaz inflammables | Catégorie 1B Gaz inflammables                                        | Cat. 1B Flammable gas             | SGH01 SGH02   | Danger        | H221                                                    | Gaz inflammable |
| Gaz inflammables | Catégorie 2 Gaz inflammables                                         | Cat. 2 Flammable gas              | -             | Avertissement | H221                                                    | Gaz inflammable |
| Liquides inflammables | Catégorie 1                                                          | Flam. Liq. 1                      | SGH02         | Danger        | H224                                                    | Liquide et vapeurs extrêmement inflammables |
| Liquides inflammables | Catégorie 2                                                          | Flam. Liq. 2                      | SGH02         | Danger        | H225                                                    | Liquide et vapeurs très inflammables |
| Liquides inflammables | Catégorie 3                                                          | Flam. Liq. 3                      | SGH02         | Avertissement | H226                                                    | Liquide et vapeurs inflammables |
| Solides Inflammables | Catégorie 1                                                          | Flam. Sol. 1                      | SGH02         | Danger        | H228                                                    | Matière solide inflammable |
| Solides Inflammables | Catégorie 2                                                          | Flam. Sol 2                       | SGH02         | Avertissement | H228                                                    | Matière solide inflammable |
| Aérosols | Catégorie 1                                                          | Aerosol 1                         | SGH02         | Danger        | H222                                                    | Aérosol extrêmement inflammable |
| Aérosols | Catégorie 2                                                          | Aerosol 2                         | SGH02         | Avertissement | H223                                                    | Aérosol inflammable |
| Aérosols | Catégorie 3                                                          | Aerosol 3                         | -             | Avertissement | H229                                                    | Récipient sous pression : peut éclater sous l'effet de la chaleur. |
| Substances et mélanges autoréactifs(2)/peroxydes organiques | Type A                                                               | Self-React A                      | SGH01         | Danger        | H240                                                    | Peut exploser en cas d'échauffement |
| Substances et mélanges autoréactifs(2)/peroxydes organiques | Type A                                                               | Org. Perox. A                     | SGH01         | Danger        | H240                                                    | Peut exploser en cas d'échauffement |
| Substances et mélanges autoréactifs(2)/peroxydes organiques | Type B                                                               | Self-React B                      | SGH01 · SGH02 | Danger        | H241                                                    | Peut s'enflammer ou exploser en cas d'échauffement |
| Substances et mélanges autoréactifs(2)/peroxydes organiques | Type B                                                               | Org. Perox. B                     | SGH01 · SGH02 | Danger        | H241                                                    | Peut s'enflammer ou exploser en cas d'échauffement |
| Substances et mélanges autoréactifs(2)/peroxydes organiques | Types C et D                                                         | Self-React C&D                    | SGH02         | Danger        | H242                                                    | Peut s'enflammer en cas d'échauffement |
| Substances et mélanges autoréactifs(2)/peroxydes organiques | Types C et D                                                         | Org. Perox. C&D                   | SGH02         | Danger        | H242                                                    | Peut s'enflammer en cas d'échauffement |
| Substances et mélanges autoréactifs(2)/peroxydes organiques | Types E et F                                                         | Self-React E&F                    | SGH02         | Avertissement | H242                                                    | Peut s'enflammer en cas d'échauffement |
| Substances et mélanges autoréactifs(2)/peroxydes organiques | Types E et F                                                         | Org. Perox. E&F                   | SGH02         | Avertissement | H242                                                    | Peut s'enflammer en cas d'échauffement |
| Substances et mélanges autoréactifs(2)/peroxydes organiques | Type G                                                               | Self-React G                      | -             | -             | -                                                       | - |
| Substances et mélanges autoréactifs(2)/peroxydes organiques | Type G                                                               | Org. Perox. G                     | -             | -             | -                                                       | - |
| Comburants | Catégorie 1                                                          | Ox. Gas                           | SGH03         | Danger        | H270                                                    | Peut provoquer ou aggraver un incendie; comburant |
| Comburants | Catégorie 1                                                          | Ox. Liq.1                         | SGH03         | Danger        | H271                                                    | Peut provoquer un incendie ou une explosion; comburant puissant |
| Comburants | Catégorie 1                                                          | Ox. Sol.1                         | SGH03         | Danger        | H271                                                    | Peut provoquer un incendie ou une explosion; comburant puissant |
| Comburants | Catégorie 2                                                          | Ox. Liq.2                         | SGH03         | Danger        | H272                                                    | Peut aggraver un incendie; comburant |
| Comburants | Catégorie 2                                                          | Ox. Sol.2                         | SGH03         | Danger        | H272                                                    | Peut aggraver un incendie; comburant |
| Comburants | Catégorie 3                                                          | Ox. Liq.3                         | SGH03         | Avertissement | H272                                                    | Peut aggraver un incendie; comburant |
| Comburants | Catégorie 3                                                          | Ox. Sol.3                         | SGH03         | Avertissement | H272                                                    | Peut aggraver un incendie; comburant |
| Gaz Sous Pression (1) | Gaz Comprimé                                                         | Press. Gas                        | SGH04         | Avertissement | H280                                                    | Contient un gaz sous pression; peut exploser sous l'effet de la chaleur |
| Gaz Sous Pression (1) | Gaz dissous                                                          | Press. Gas                        | SGH04         | Avertissement | H280                                                    | Contient un gaz sous pression; peut exploser sous l'effet de la chaleur |
| Gaz Sous Pression (1) | Gaz liquéfié                                                         | Press. Gas                        | SGH04         | Avertissement | H280                                                    | Contient un gaz sous pression; peut exploser sous l'effet de la chaleur |
| Gaz Sous Pression (1) | Gaz liquéfié refrigéré                                               | Press. Gas                        | SGH04         | Avertissement | H281                                                    | Contient un gaz réfrigéré; peut causer des brûlures ou blessures cryogéniques |
| Substances ou mélanges corrosifs pour les métaux | Catégorie 1                                                          | Met. Corr. 1                      | SGH05         | Avertissement | H290                                                    | Peut être corrosif pour les métaux |
| Toxicité Aiguë | Catégorie 1                                                          | Acute. Tox. 1                     | SGH06         | Danger        | H300 H310 H330                                          | Mortel en cas d'ingestion Mortel par contact cutané Mortel par inhalation |
| Toxicité Aiguë | Catégorie 2                                                          | Acute. Tox. 2                     | SGH06         | Danger        | H300 H310 H330                                          | Mortel en cas d'ingestion Mortel par contact cutané Mortel par inhalation |
| Toxicité Aiguë | Catégorie 3                                                          | Acute. Tox. 3                     | SGH06         | Danger        | H301 H311 H331                                          | Toxique en cas d'ingestion Toxique par contact cutané Toxique par inhalation |
| Toxicité Aiguë | Catégorie 4                                                          | Acute. Tox. 4                     | SGH07         | Avertissement | H302 H312 H332                                          | Nocif en cas d'ingestion Nocif par contact cutané Nocif par inhalation |
| Corrosion / Irritation cutanée | Catégorie 1A                                                         | Skin Corr. 1A                     | SGH05         | Danger        | H314                                                    | Provoque des brûlures de la peau et des lésions oculaires graves |
| Corrosion / Irritation cutanée | Catégorie 1B                                                         | Skin Corr. 1B                     | SGH05         | Danger        | H314                                                    | Provoque des brûlures de la peau et des lésions oculaires graves |
| Corrosion / Irritation cutanée | Catégorie 1C                                                         | Skin Corr. 1C                     | SGH05         | Danger        | H314                                                    | Provoque des brûlures de la peau et des lésions oculaires graves |
| Corrosion / Irritation cutanée | Catégorie 2                                                          | Skin Corr. 2                      | SGH07         | Avertissement | H315                                                    | Provoque une irritation cutanée |
| Lésions oculaires graves/ irritation oculaire | Catégorie 1                                                          | Eye Dam. 1                        | SGH05         | Danger        | H318                                                    | Provoque des lésions oculaires graves |
| Lésions oculaires graves/ irritation oculaire | Catégorie 2                                                          | Eye Dam. 2                        | SGH07         | Avertissement | H319                                                    | Provoque une sévère irritation des yeux |
| Sensibilisation respiratoire/ cutanée | Sensibilisants respiratoires Catégorie 1 et sous catégories 1A et 1B | Resp. Sens. 1 1A ou 1B            | SGH08         | Danger        | H334                                                    | Peut provoquer des symptômes allergiques ou d'asthme ou des difficultés respiratoires par inhalation |
| Sensibilisation respiratoire/ cutanée | Sensibilisants cutanés Catégorie 1 et sous catégories 1A et 1B       | Skin. Sens. 1 1A ou 1B            | SGH07         | Avertissement | H317                                                    | Peut provoquer une allergie cutanée |
| Mutagénicité sur les cellules germinales | Catégorie 1 et sous catégories 1A et 1B                              | Muta. 1, 1A ou 1B                 | SGH08         | Danger        | H340                                                    | Peut induire des anomalies génétiques(3) |
| Mutagénicité sur les cellules germinales | Catégorie 2                                                          | Muta. 2                           | SGH08         | Avertissement | H341                                                    | Susceptible d'induire des anomalies génétiques(3) |
| Cancérogénicité | Catégorie 1 et sous catégories 1A et 1B                              | Carc. 1, 1A ou 1B                 | SGH08         | Danger        | H350 H350i                                              | Peut provoquer le cancer(3) Peut provoquer le cancer en cas d’inhalation |
| Cancérogénicité | Catégorie 2                                                          | Carc. 2                           | SGH08         | Avertissement | H351                                                    | Susceptible de provoquer le cancer(3) |
| Toxicité pour la reproduction | Catégorie 1 et sous catégories 1A et 1B                              | Repr. 1, 1A ou 1B                 | SGH08         | Danger        | H360(4) H360F(5) H360D(5) H360FD(5) H360Fd(5) H360Df(5) | Peut nuire à la fertilité ou au fœtus Peut nuire à la fertilité Peut nuire au fœtus Peut nuire à la fertilité. Peut nuire au fœtus. Peut nuire à la fertilité. Susceptible de nuire au fœtus. Peut nuire au fœtus. Susceptible de nuire à la fertilité. |
| Toxicité pour la reproduction | Catégorie 2                                                          | Repr. 2                           | SGH08         | Avertissement | H361(4) H361f(5) H361d(5) H361fd(5)                     | Susceptible de nuire à la fertilité ou au fœtus Susceptible de nuire à la fertilité Susceptible de nuire au fœtus Susceptible de nuire à la fertilité. Susceptible de nuire au fœtus                                                                    |
| Toxicité pour la reproduction | Catégorie suppl. de danger pour les effets sur ou via l’allaitement  | Lact.                             | -             | -             | H362                                                    | Peut être nocif pour les bébés nourris au lait maternel |
| Toxicité spécifique pour certains organs cibles (exposition unique) | Catégorie 1                                                          | STOT SE 1                         | SGH08         | Danger        | H370                                                    | Risque avéré d'effets graves pour les organes (4, 6) |
| Toxicité spécifique pour certains organs cibles (exposition unique) | Catégorie 2                                                          | STOT SE 2                         | SGH08         | Avertissement | H371                                                    | Risque présumé d'effets graves pour les organes (4,6) |
| Toxicité spécifique pour certains organs cibles (exposition unique) | Catégorie 3                                                          | STOT SE 3                         | SGH07         | Avertissement | H335                                                    | Peut irriter les voies respiratoires |
| Toxicité spécifique pour certains organs cibles (exposition unique) | Catégorie 3                                                          | STOT SE 3                         | SGH07         | Avertissement | H336                                                    | Peut provoquer somnolence ou vertiges |
| Toxicité spécifique pour certains organs cibles (exposition répétée) | Catégorie 1                                                          | STOT RE 1                         | SGH08         | Danger        | H372                                                    | Risque avéré d'effets graves pour les organes(6) à la suite d'expositions répétées ou d'une exposition prolongée(4) |
| Toxicité spécifique pour certains organs cibles (exposition répétée) | Catégorie 2                                                          | STOT RE 2                         | SGH08         | Avertissement | H373                                                    | Risque présumé d'effets graves pour les organes(6) à la suite d'expositions répétées ou d'une exposition prolongée(4) |
| Danger par aspiration | Catégorie 1                                                          | Asp. Tox. 1                       | SGH08         | Danger        | H304                                                    | Peut être mortel en cas d'ingestion et de pénétration dans les voies respiratoires |
| Danger pour le milieu aquatique | Toxicité aigüe Catégorie 1                                           | Aquatic Acute 1                   | SGH09         | Avertissement | H400                                                    | Très toxique pour les organismes aquatiques |
| Danger pour le milieu aquatique | Toxicité Chronique Catégorie 1                                       | Aquatic Chronic 1                 | SGH09         | Avertissement | H410                                                    | Très toxique pour les organismes aquatiques, entraîne des effets néfastes à long terme |
| Danger pour le milieu aquatique | Toxicité Chronique Catégorie 2                                       | Aquatic Chronic 2                 | SGH09         | -             | H411                                                    | Toxique pour les organismes aquatiques, entraîne des effets néfastes à long terme |
| Danger pour le milieu aquatique | Toxicité Chronique Catégorie 3                                       | Aquatic Chronic 3                 | -             | -             | H412                                                    | Nocif pour les organismes aquatiques, entraîne des effets néfastes à long terme |
| Danger pour le milieu aquatique | Toxicité Chronique Catégorie 4                                       | Aquatic Chronic 4                 | -             | -             | H413                                                    | Peut être nocif à long terme pour les organismes aquatiques |
| Danger pour la couche d’ozone | Catégorie 1                                                          | Ozone 1                           | SGH07         | Avertissement | H420                                                    | Nuit à la santé publique et à l’environnement en détruisant l’ozone dans la haute atmosphère |
| (1) La classe de danger “Gaz sous pression’ est sous-divisée en « groupes » (et non « catégories »). (2) Deux classes de dangers sont regroupées sous les mêmes catégories. (3) Indiquer la voie d’exposition s’il est formellement prouvé qu’aucune autre voie d’exposition ne conclut au même danger. (4) Indiquer l’effet (s’il est connu). Indiquer la voie d’exposition s’il est formellement prouvé qu’aucune autre voie d’exposition ne conclut au même danger. (5) F = Fertilité, D= Développement (lettre minuscule f, d = effet suspecté). (6) Indiquer les organes affectés, s’ils sont connus. |                                                                      |                                   |               |               |                                                         | |

### Précisions[4]
•Si le pictogramme  est présent sur une étiquette, alors le pictogramme  ne doit pas apparaitre. 
•Si le pictogramme  apparait simultanément aux mentions H315 ou H319, alors le pictogramme  ne doit pas apparaitre. 
•Si la mention H334 est présente simultanément aux mentions H315, H317 ou H319,  alors le pictogramme  ne doit pas apparaitre. 
•Si la  mention EUH071 est présente, alors le pictogramme  peut l'être, mais la mention H335 et  ne le peuvent pas.